# Écrevisse à la bordelaise
L'écrevisse à la bordelaise est un mets de prestige de la cuisine française. Cette préparation, originaire de l'Aquitaine, est inscrite à la carte des plus grands restaurants gastronomiques.

## Ingrédients
Outre les écrevisses et le vin blanc, la préparation de ce mets nécessite beurre, huile d'olive, oignons, carottes, échalotes, ail, tomates, cognac, thym, laurier, estragon, persil, sel et poivre.

## Préparation
Le mirepoix de légumes est d'abord revenu au beurre, suivent les écrevisses qui sont saisies à feu vif avec beurre et huile après avoir été châtrées. Le tout est ensuite arrosé de cognac et flambé. Dans la cocotte des écrevisses sont rajoutés le vin blanc, le coulis de tomate et le mirepoix qui vont cuire à feu doux. Ensuite, le jus de cuisson est mis à réduire du tiers et monté au beurre. La présentation des écrevisses se fait après avoir retiré les légumes et recouvert les crustacés de persil et d'estragon.

## Accord mets/vin
Traditionnellement, ce mets peut s'accompagner de vin rosé ou de vin blanc. Pour les rosés se révèlent parfaits un marsannay, un tavel,  un corbières, un fronton ou un bordeaux rosé. Pour les blancs se recommandent vouvray, sancerre, pouilly-fumé, alsace pinot gris, graves ou pessac-léognan.